# Notodòntids
Els notodòntids (Notodontidae) són una família de lepidòpters ditrisis de la superfamília dels noctuoïdeus (Noctuoidea). Es coneixen aproximadament 3.800 espècies. Es troben arreu del món, però estan més concentrades a les zones tropicals.
Les espècies d'aquesta família tendeixen a tenir el cos robust i recobert de pilositat. Són de colors poc vistosos. En repòs pleguen les ales cap enrere tapant el cos. Aquestes característiques fan que s'assemblin als noctúids, tot i que les famílies no estan estretament relacionades.
Moltes espècies tenen un floc de pèl al marge posterior de l'ala davantera que sobresurt cap amunt quan estan en repòs, semblant a una gepa.

## Cicle vital

### Ou
L'ou és hemisfèric o gairebé esfèric, sense ornaments (Scoble, 1995). La femella els posa sobre la planta nutrícia.

### Larva
Les larves generalment no tenen pèls, però poden tenir tubercles, espines, o gepes. Acostumen a tenir formes estranyes. Algunes són solitàries, altres són gregàries i es refugien dins un niu de seda. Algunes secreten substàncies químiques i adopten postures amenaçadores per defensar-se dels seus depredadors.

### Adult
Els adults no s'alimenten.

## Sistemàtica
Algunes espècies d'aquesta família presents a Catalunya són:
- Cerura iberica
- Clostera curtula
- Furcula bifida
- Harpyia milhauseri
- Peridea anceps
- Phalera bucephala
- Ptilodon capucina
- Rhegmatophila alpina
- Stauropus fagi

## Galeria

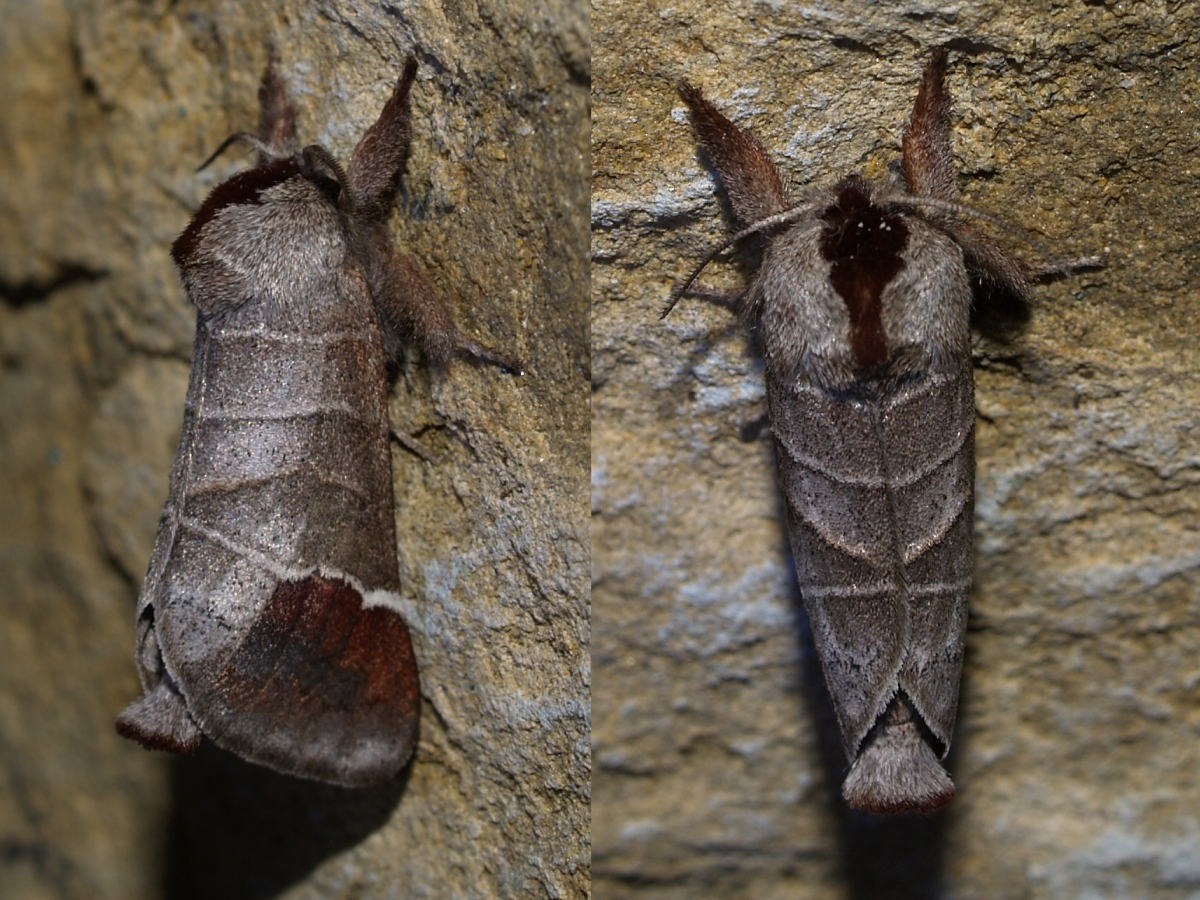
Clostera curtula
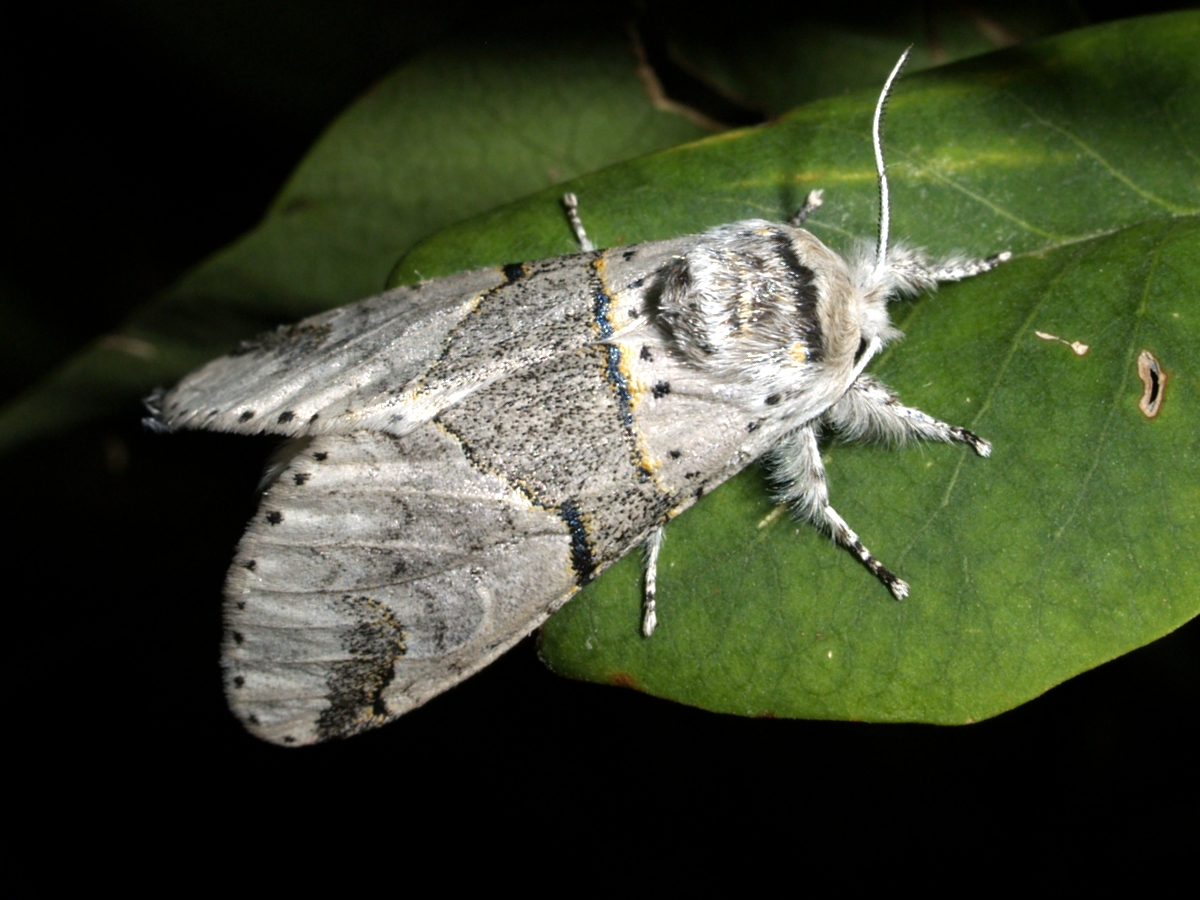
Furcula bifida
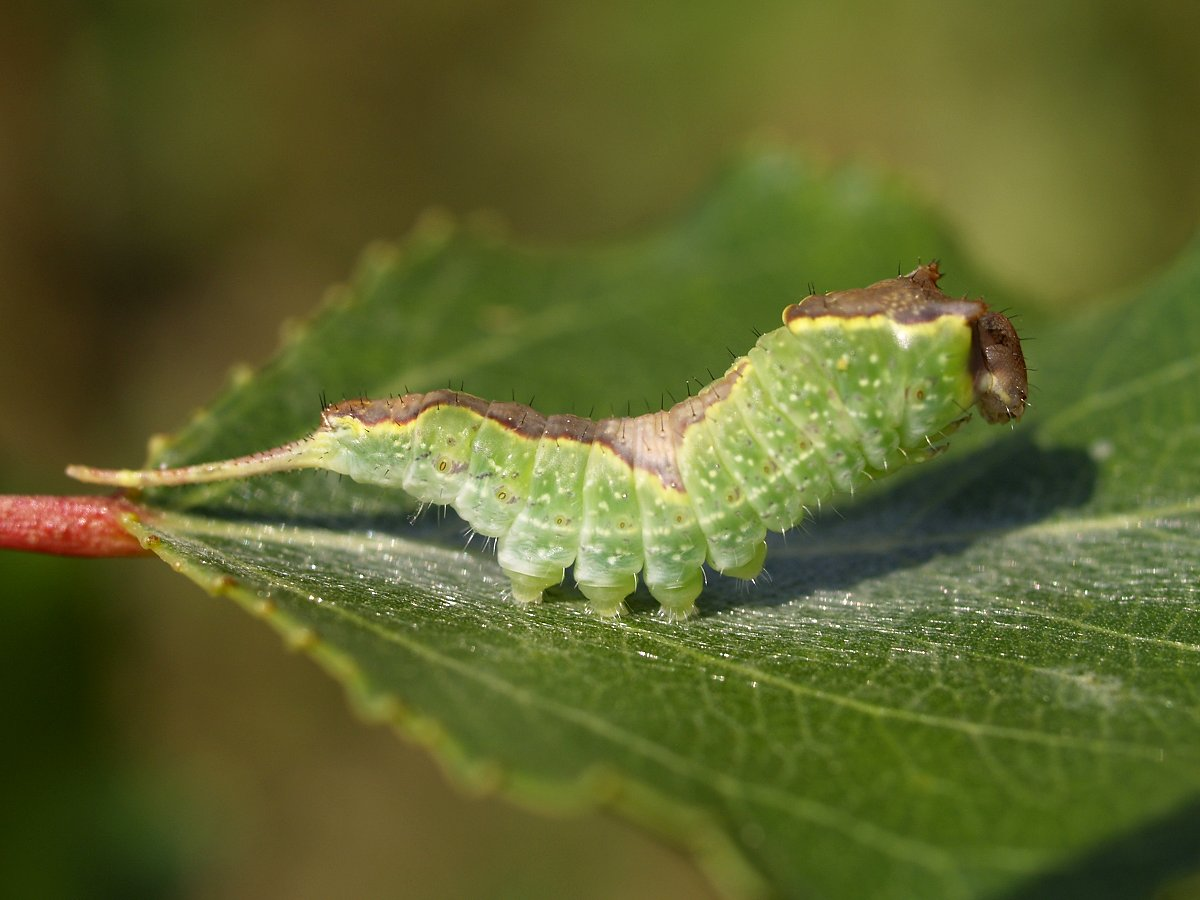
Larva de Furcula bifida
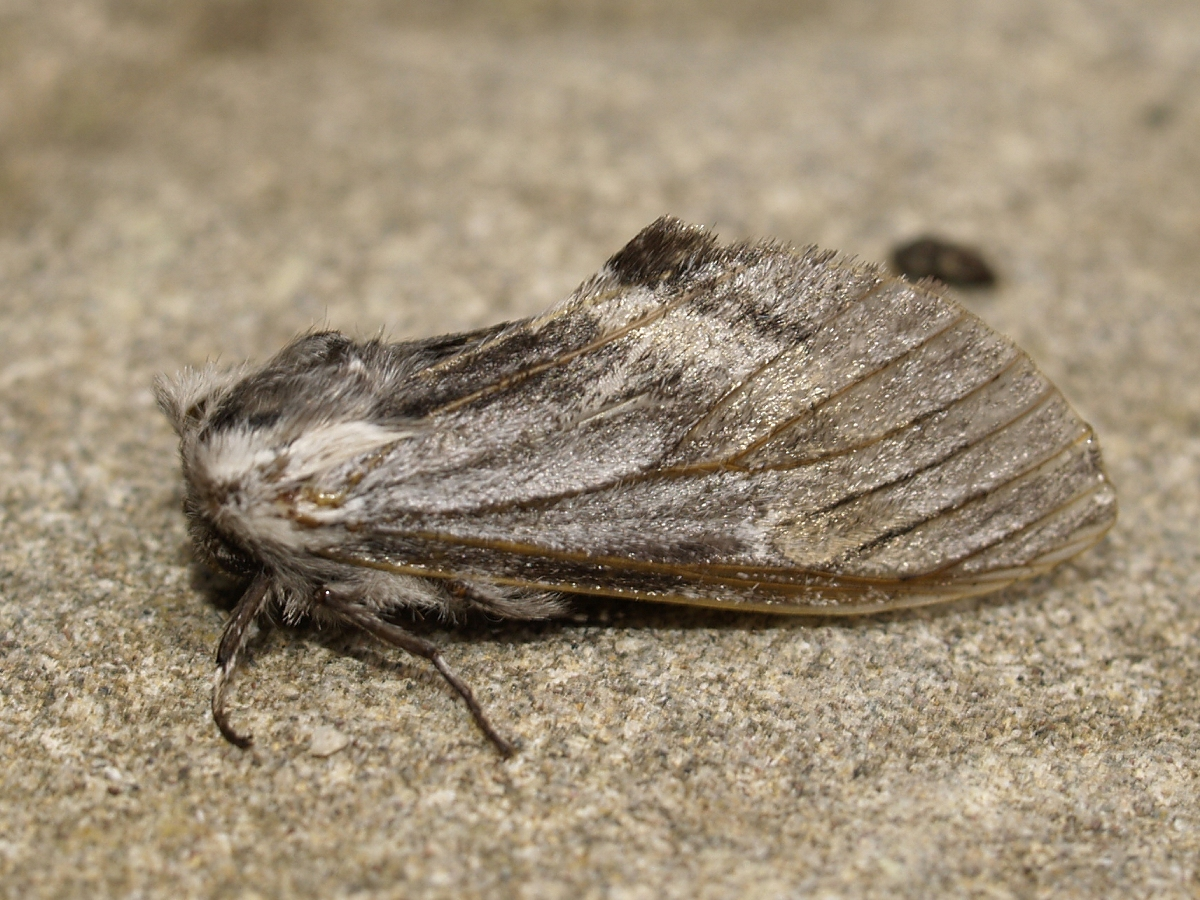
Harpyia milhauseri
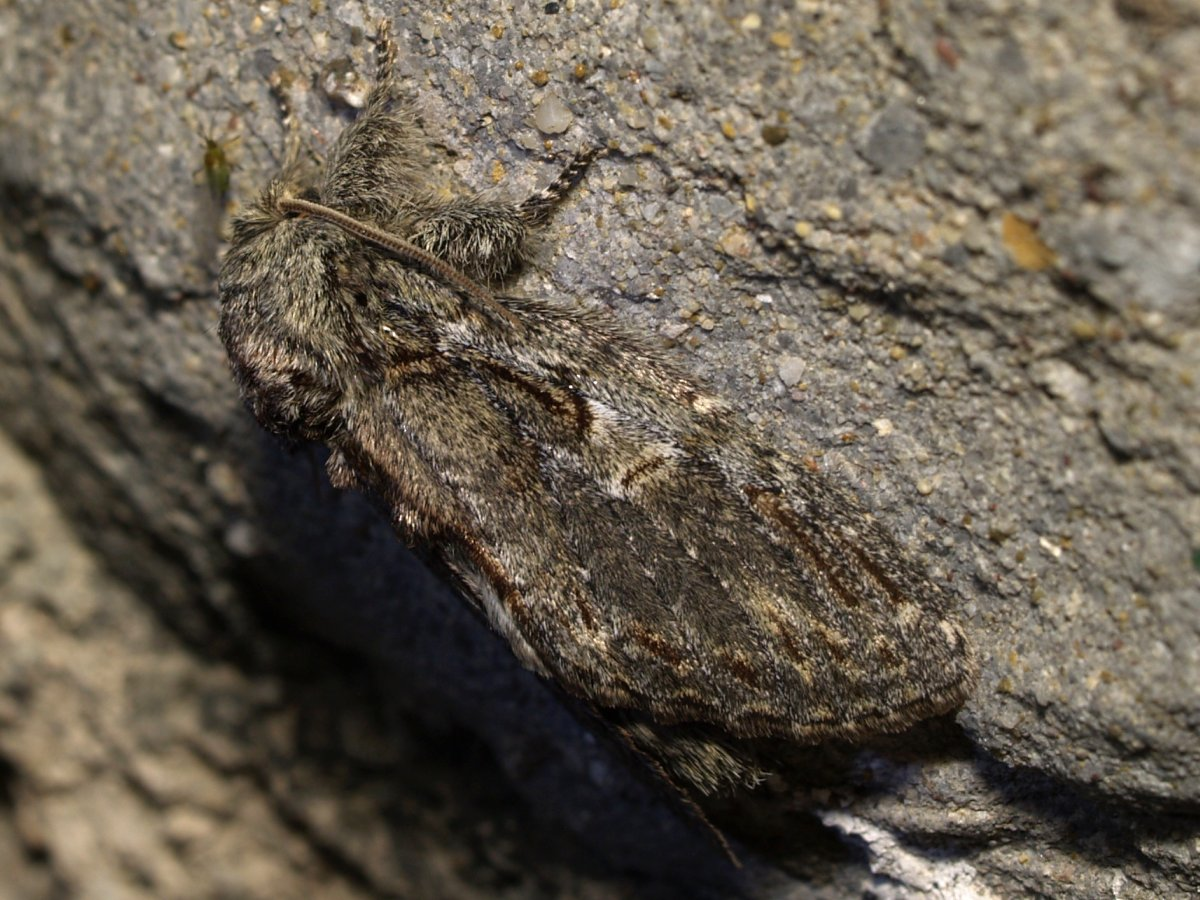
Peridea anceps
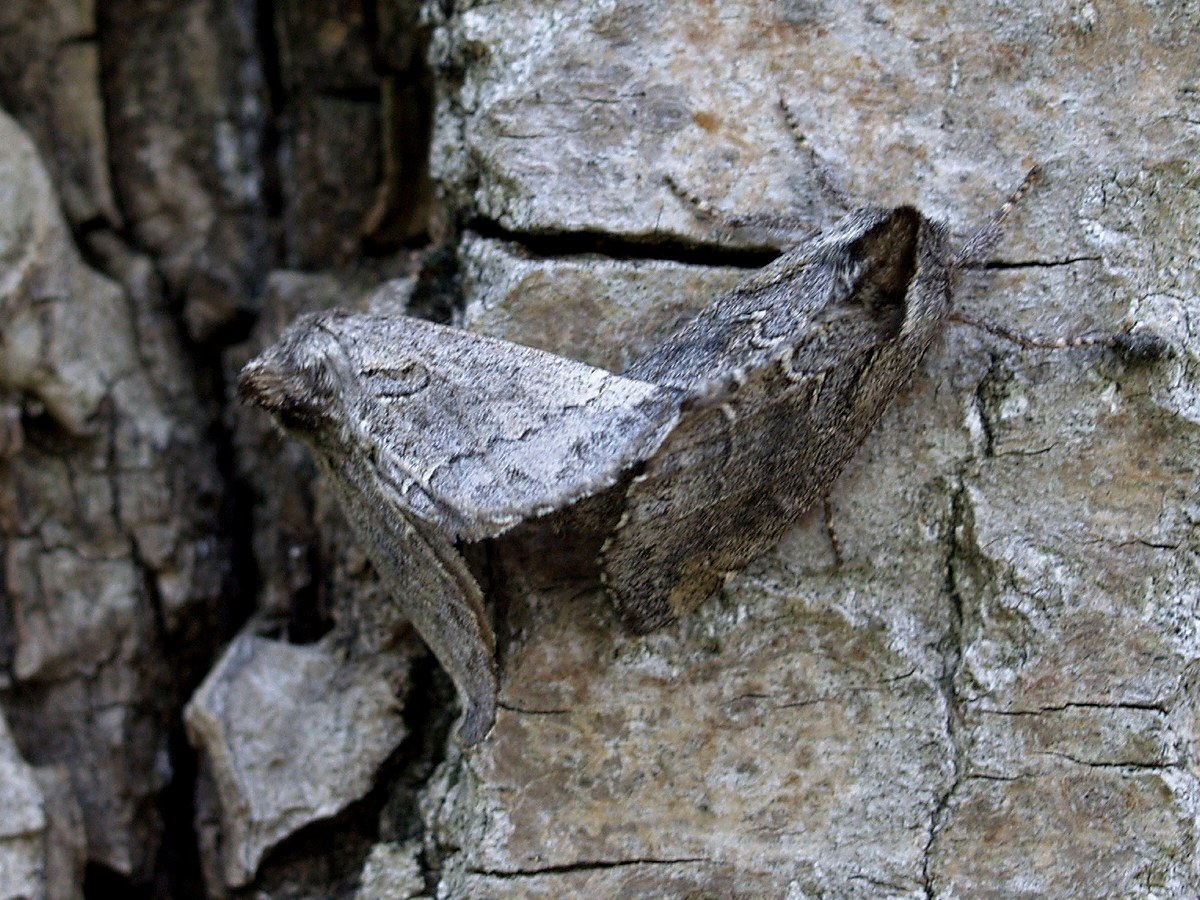
Còpula de Rhegmatophila alpina
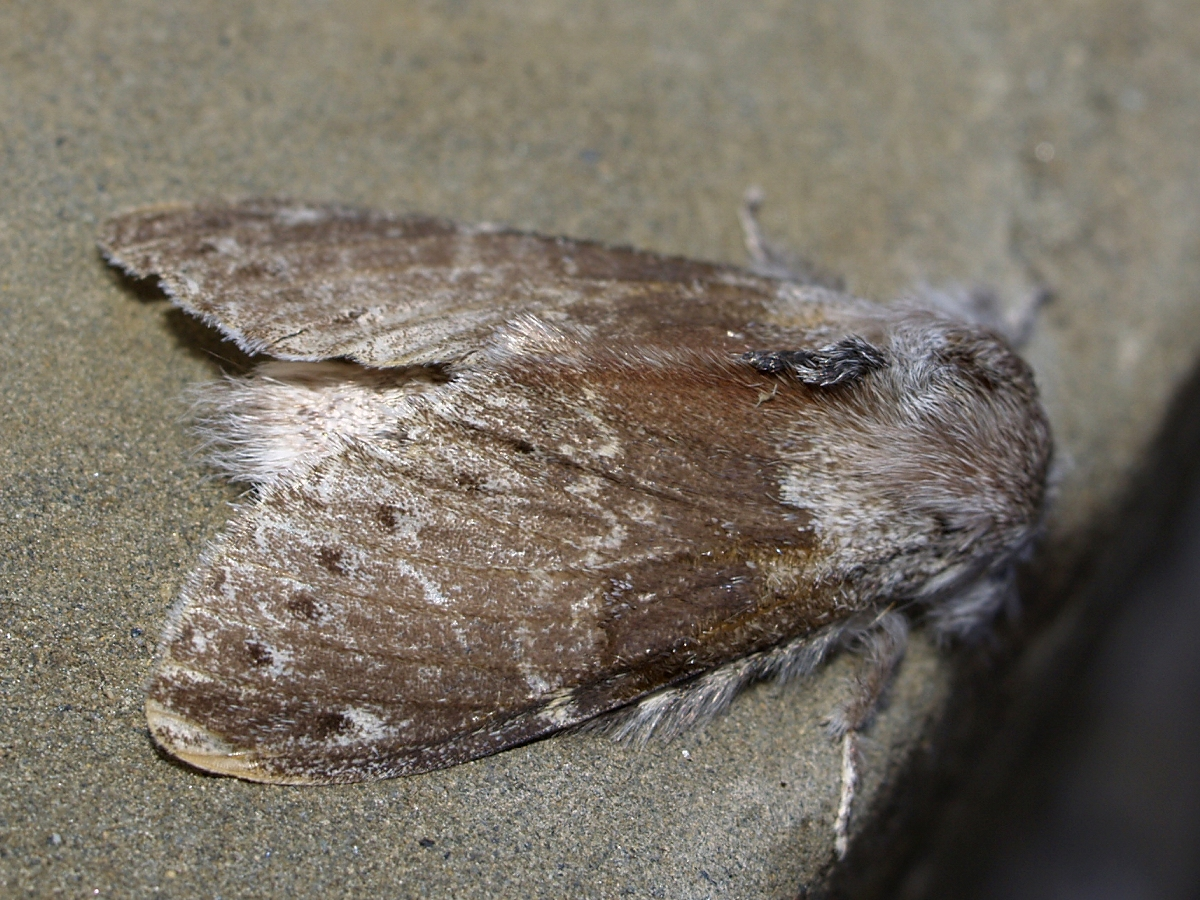
Stauropus fagi